# Napoleone e Giuseppina
Napoleone e Giuseppina (Napoleon and Josephine: A Love Story) è una miniserie televisiva statunitense del 1987, diretta dal regista statunitense Richard T. Heffron. La vicenda narra l'ascesa e la caduta di Napoleone Bonaparte, interpretato da Armand Assante, e si concentra in particolar modo sulla sua relazione con la prima moglie Giuseppina di Beauharnais, interpretata da Jacqueline Bisset.
Trasmessa in Italia per la prima volta l'8, il 15 e il 22 maggio 1988 in prima serata su Canale 5, ha ottenuto nello stesso anno due candidature agli Emmy Awards per le migliori musiche ed i migliori costumi.

## Trama
Napoleone Bonaparte, generale francese dal grande talento, cerca in ogni modo di sollevare il suo paese dal caos che lo invade e farne lo stato più potente d'Europa. Al comando di un esercito impossibile da battere, ben presto riesce a tenere in pugno l'intera Francia e si proclama imperatore. Ma nemmeno un sovrano può resistere al richiamo dell'amore, e Napoleone cade preda dell'attraente Giuseppina di Beauharnais, che sposa a Parigi nel 1796. Ma dopo i primi anni di felice convivenza, il rapporto tra i due inizia a vacillare, soprattutto a causa della mancanza di un erede.